# Аджи-Мулла-Кемельчи
Аджи́-Мулла́-Кемельчи́ (укр. Аджи-Мулла-Кемельчі, крымскотат. Acı Molla Kemelçi, Аджы Молла Кемельчи) — исчезнувшее село в Красногвардейском районе Республики Крым, располагавшееся на севере района, в степной части Крыма, примерно в 2 км к северу от северной окраины райцентра Красногвардейское.

## История
Первое документальное упоминание села встречается в Камеральном Описании Крыма… 1784 года, судя по которому, в последний период Крымского ханства Гаджи МулаКеменче входил в Орта Чонгарский кадылык Карасубазарского каймаканства.
После присоединения Крыма к России (8) 19 апреля 1783 года, (8) 19 февраля 1784 года, именным указом Екатерины II сенату, на территории бывшего Крымского Ханства была образована Таврическая область и деревня была приписана к Перекопскому уезду. После Павловских реформ, с 1796 по 1802 год, входила в Акмечетский уезд Новороссийской губернии. По новому административному делению, после создания 8 (20) октября 1802 года Таврической губернии, Аджи-Мулла-Кемелче был включён в состав Кокчора-Киятской волости Перекопского уезда.
По Ведомости о всех селениях в Перекопском уезде состоящих с показанием в которой волости сколько числом дворов и душ… от 21 октября 1805 года в деревне Аджи-Мулла-Кемелче числилось 14 дворов, 82 крымских татарина и 16 цыган. На карте генерал-майора Мухина 1817 года рядом обозначены Биюк и Кучук кеменче с 14 дворами в обеих, причём, определить, которая деревня — Аджи-Мулла-Кемельчи, пока не представляется возможным. После реформы волостного деления 1829 года Аджи мулла Кемельче, согласно «Ведомости о казённых волостях Таврической губернии 1829 года», осталась, ещё как жилая, в составе Кокчоракиятской волости. Затем, видимо, вследствие эмиграции крымских татар в Турцию, деревня опустела и на картах 1836 и 1842 года обозначена как развалины. В дальнейшем в доступных источниках не встречается.